# Church of Hawkwind
Church of Hawkwind es el decimosegundo álbum de estudio de Hawkwind, siendo el único publicado por la banda bajo ese nombre alternativo. 
Fue lanzado por Active Records en 1982.

## Detalles
El disco fue editado simplemente como "Church of Hawkwind", englobando bajo ese nombre tanto al título como al intérprete, aunque suele ser considerado casi un LP en solitario del guitarrista y miembro fundador Dave Brock, acreditado aquí bajo el seudónimo de Dr. Technical, lo cual se suma al radical cambio de estilo, fuertemente volcado hacia la música electrónica y experimental, dando como resultado uno de los discos más particulares y atípicos en la carrera de Hawkwind.
En el vinilo original "Church of Hawkwind" fue concebido como una obra conceptual, dividida en "Side Space" (lado espacio), y "Side Fate" (lado destino), caras A y B respectivamente. 
La primera edición en CD, del sello Griffin (1994), fue reestructurada insertando bonus tracks en medio de las canciones originales del álbum, y desvirtuando completamente su continuidad conceptual.
No obstante una nueva reedición de Atomhenge, de 2010, respeta la secuencia original de 12 canciones, agregando bonus tracks sólo al final. 
Ninguno de los temas del álbum fue tocado en directo

## Lista de canciones (LP original)
Side 1: Space
1. "Angel Voices" (Dave Brock, Harvey Bainbridge) 1:21
2. "Nuclear Drive" (Brock) 3:39
3. "Star Cannibal" (Brock) 5:31
4. "The Phenomenon of Luminosity" (Brock) 2:40
5. "Fall of Earth City" (Brock, Bainbridge, Huw Lloyd-Langton) 3:24
6. "The Church" (Brock, Lloyd-Langton) 1:32

Side 2: Fate
1. "Joker at the Gate" (Brock, Bainbridge) 1:51
2. "Some People Never Die" (Brock) 3:52
3. "Light Specific Data" (Brock) 3:48
4. "Experiment With Destiny" (Brock, Bainbridge) 2:31
5. "The Last Messiah" (Brock, Bainbridge) 1:27
6. "Looking in the Future" (Brock) 4:03

### Bonus tracks CD Atomhenge (2010)
1. Angel Voices" [Extended Version]
2. "Harvey's Sequence"
3. "Fall of Earth City" [Alternate Version]
4. "Water Music (Light Specific Data)"
5. "Looking in the Future"
6. "Virgin of the World"

### Versión CD Griffin (1994)
1. "Angel Voices" (Brock, Bainbridge) 1:21
2. "Nuclear Drive" (Brock) 3:39
3. "Star Cannibal" (Brock) 5:31
4. "The Phenomenon of Luminosity" (Brock) 2:40
5. "Fall of Earth City" (Brock, Bainbridge, Lloyd-Langton) 3:24
6. "The Church" (Brock, Lloyd-Langton) 1:32
7. "Identimate" (Brock) 3:45 – bonus track
8. "Some People Never Die" (Brock) 3:52
9. "Damage of Life" (Brock) 5:50 – bonus track
10. "Experiment With Destiny" (Brock, Bainbridge) 2:31
11. "Mists of Meridin" (Brock, Alan Davey) 5:13 – bonus track
12. "Looking in the Future" (Brock) 4:03
13. "Joker at the Gate" (Brock, Bainbridge) 1:51
14. "Light Specific Data" (Brock) 3:48
15. "The Last Messiah" (Brock, Bainbridge) 1:27

## Personal
- Dave Brock: guitarra, bajo, teclados, voz
- Huw Lloyd-Langton: guitarra, voz
- Harvey Bainbridge: bajo, teclados, voz
- Martin Griffin: batería

Con
- Marc Sperhawk: bajo
- Capt Al Bodi: batería
- Alan Davey: bajo
- Richard Chadwick: batería
- Kris Tait (Madam X): sollozos